# 창평군
| Daedongyeojido (Gyujanggak) 18-05.jpg | Daedongyeojido (Gyujanggak) 18-04.jpg |
| Daedongyeojido (Gyujanggak) 19-05.jpg | Daedongyeojido (Gyujanggak) 19-04.jpg |

창평군(昌平郡)은 지금의 전라남도 담양군 창평면을 중심으로 1914년까지 있었던 군(郡)이다. 삼천리에 옛 창평군(창평현) 동헌의 정문인 남극루(南極樓)가 남아 있다.

## 역사
- 본래 백제시대 굴지현(屈支縣)이었다.
- 757년 기양현(祈陽縣)으로 개칭하고 무주(武州 : 광주광역시)의 영현이 되었다.
- 940년 창평현(昌平縣)으로 개칭하고 나주의 속현이 되었다.
- 시기는 정확히 알 수 없으나, 창평현의 현리(縣吏) 탁자보(卓自寶)가 남적(南賊)을 제압한 공이 있어서 주현으로 승격하고 현령(縣令)을 두었다고 한다.
- 1391년 창평현의 현령이 장평부곡(長平部曲)과 갑향(甲鄕)의 권농사를 겸임하였다. 이들은 본래 창평에 속해있었는데, 고려시대에 나주에 편입되었다가 뒤에 광주에 편입되고, 이때에 다시 창평으로 돌아왔다.
- 1409년 전라도의 모든 향·소·부곡이 폐지되면서 창평현 관내의 장평부곡과 갑향이 폐지되어 직촌이 되었다.
- 1474년 강구연(姜九淵)이라는 사람이 창평현령 전순도(全順道)를 능욕했다 하여 창평현을 폐지하고 광주에 편입시켰다가, 10년 후에 다시 설치되었다.
- 1793년 현치(縣治)를 지금의 고서면 고읍리(古邑)에서 지금의 창평면으로 이전하였다.
- 1895년 시행된 23부제에 의해 전라도 창평현을 남원부 창평군이라 하였다.

군내면(郡內面), 고현내면(古縣內面), 내남면(內南面), 외남면(外南面), 서북면(西北面), 동서면(東西面), 장남면(長南面), 장북면(長北面, 장남·장북은 옛 장평부곡이다), 갑향면(甲鄕面, 옛 갑향이다)
- 1896년 13도제로 개편되면서 전라남도 창평군이 되었다.
- 1906년 갑향면이 장성군에 편입되었다.
- 1908년 옥과군이 폐지되면서 옥과군의 6개면이 창평군에 편입되었다. 담양군 덕면, 대면, 가면이 창평군에 편입되었다.
- 1914년 조선총독부의 군면 통폐합으로 창평군이 폐지되어 담양군에 편입되고, 옛 옥과 6면은 곡성군에 편입되었다. 이때 1906년에 장성군에 편입되었던 갑향면도 담양군에 편입되었다.

## 1914년 이후
| 통폐합 전 | 통폐합 후     | 통폐합 후                                                                                      |
| 구 행정구역 | 신 행정구역   | 신 행정구역                                                                                    |
| --- | ------------- | ---------------------------------------------------------------------------------------------- |
| 창평군 내남면(內南面) | 담양군 남면   | 경상리, 연천리, 정곡리, 지곡리, 학선리                                                         |
| 창평군 외남면(外南面) | 담양군 남면   | 가암리, 구산리, 만월리, 무동리, 인암리, 풍암리                                                 |
| 창평군 군내면(郡內面) | 담양군 남면   | 외동리                                                                                         |
| 창평군 군내면(郡內面) | 담양군 창평면 | 삼천리, 오강리, 용수리, 유천리, 창평리                                                         |
| 창평군 가면(加面) | 담양군 창평면 | 광덕리, 유곡리, 의항리, 일산리, 장화리, 해곡리                                                 |
| 창평군 북면(北面) 동산촌/성덕리 일부/원등 일부/하유곡 일부/운월리 일부/(가면) 하산 일부/(담양군 우면) 창강리 일부, 연동/후산/상덕리 일부/운월리 일부 | 담양군 고서면 | 동운리, 산덕리                                                                                 |
| 창평군 서면(西面) 금단동/노채리 일부/(고현내면) 운현, 외보촌/내보촌 일부/(북면) 원등 일부, 원이동/분토동/월곡/(우면) 장산리/상동/강정리 일부, 주평리/내보촌 일부/(북면) 주산리 | 담양군 고서면 | 금현리, 보촌리, 원강리, 주산리                                                                 |
| 창평군 고현내면(古縣內面) 덕촌/죽림동/삼산리/신양리/고읍리 일부, 강정/교촌/하북촌/(북면) 운월리 일부, 용대/분향리/고읍리 일부/(서면) 노채리 일부/(내남면) 학미동 일부, 성산/광산/평촌/(북면) 원등 일부, (서면) 내보촌 일부/검단리/월전리                                                                    | 담양군 고서면 | 고읍리, 교산리, 분향리, 성월리                                                                 |
| 창평군 동서면(東西面) 고리대/평촌/성산/신복동/신월리/화성산 일부/궁암 일부/평성산 일부, 나산/상촌, 대흥리/월계/(장남면) 남산리 일부, 신정리 일부/(담양군 고면) 구련동 일부/운연리/가양리/(광주군 갈전면) 주평리, 월산/동장동/신정리 일부/회룡동 일부/(담양군 목면) 동장동 일부/미산리 일부/(우면) 신기 일부 | 담양군 수북면 | 고성리, 나산리, 대흥리, 주평리, 풍수리                                                         |
| 창평군 장북면(長北面) 행정/포박리/대방리/송정리/(동서면) 회룡동 일부/신기리 일부, 강동/오정/삼인동/(동서면) 궁암 일부 | 담양군 수북면 | 대방리, 오정리                                                                                 |
| 창평군 장남면(長南面) 개동리 일부, 남산리 일부/(담양군 부면) 남산리 일부/(두면) 곡정리 일부, 정중리 일부, 금구동 일부/(장성군 갑향면) 운산리 일부/주동리 일부/기강리 일부/(담양군 우면) 황덕리 일부 | 담양군 수북면 | 개동리, 남산리, 정중리, 황금리                                                                 |
| 창평군 대면(大面) 등갈리/사창리 일부, 원효동/비차동/가흥동 일부, 상운암/하운암/사창리 일부, 장동/소산리/대산리 | 담양군 대덕면 | 매산리, 비차리, 운암리, 입석리, 장산리                                                         |
| 창평군 덕면(德面) 상갈리/하갈리/(동복군 외북면) 반곡리 일부, 무월리/당촌/시목리, 학동/원기/옥천/수곡 일부/내문치/외문치, 요곡/성신리 일부, 소지방/청운동/용대/수곡 일부, 송산/운산 일부/(대면) 산정리 | 담양군 대덕면 | 갈전리, 금산리, 문학리, 성곡리, 용대리, 운산리                                                 |
| 창평군 화면(火面) | 곡성군 화면   | 가곡리, 단사리, 봉동리, 선세리, 연화리, 운곡리, 율천리, 조양리, 청단리                         |
| 창평군 입면(立面) | 곡성군 입면   | 금산리, 대장리, 만수리, 매월리, 삼오리, 서봉리, 송전리, 약천리, 입석리, 제월리, 창정리, 흑석리 |
| 창평군 지면(只面) | 곡성군 겸면   | 가정리, 남양리, 마전리, 산정리, 평장리, 현정리, 황산리                                         |
| 창평군 겸면(兼面) | 곡성군 겸면   | 괴정리, 대명리, 상덕리, 송강리, 운교리, 칠봉리                                                 |
| 창평군 옥산면(玉山面) | 곡성군 옥과면 | 무창리, 설옥리, 옥과리, 율사리, 이문리, 죽림리                                                 |
| 창평군 수면(水面) | 곡성군 옥과면 | 소룡리, 송전리, 수리, 주산리, 합강리                                                           |